# Hogna bruta
Hogna bruta är en spindelart som först beskrevs av Karsch 1880.  Hogna bruta ingår i släktet Hogna och familjen vargspindlar. Inga underarter finns listade i Catalogue of Life.